# Chengzhuang (köping i Kina, Hebei)
Chengzhuang (kinesiska: 程庄镇, 程庄) är en köping i Kina. Den ligger i provinsen Hebei, i den norra delen av landet, omkring 200 kilometer öster om huvudstaden Peking. Antalet invånare är 50 828. Befolkningen består av 24 701 kvinnor och 26 127 män. Barn under 15 år utgör 16,0 %, vuxna 15-64 år 73 %, och äldre över 65 år 10,0 %.
Genomsnittlig årsnederbörd är 805 millimeter. Den regnigaste månaden är augusti, med i genomsnitt 205 mm nederbörd, och den torraste är januari, med 2 mm nederbörd.